# Chiriquí (Fluss)

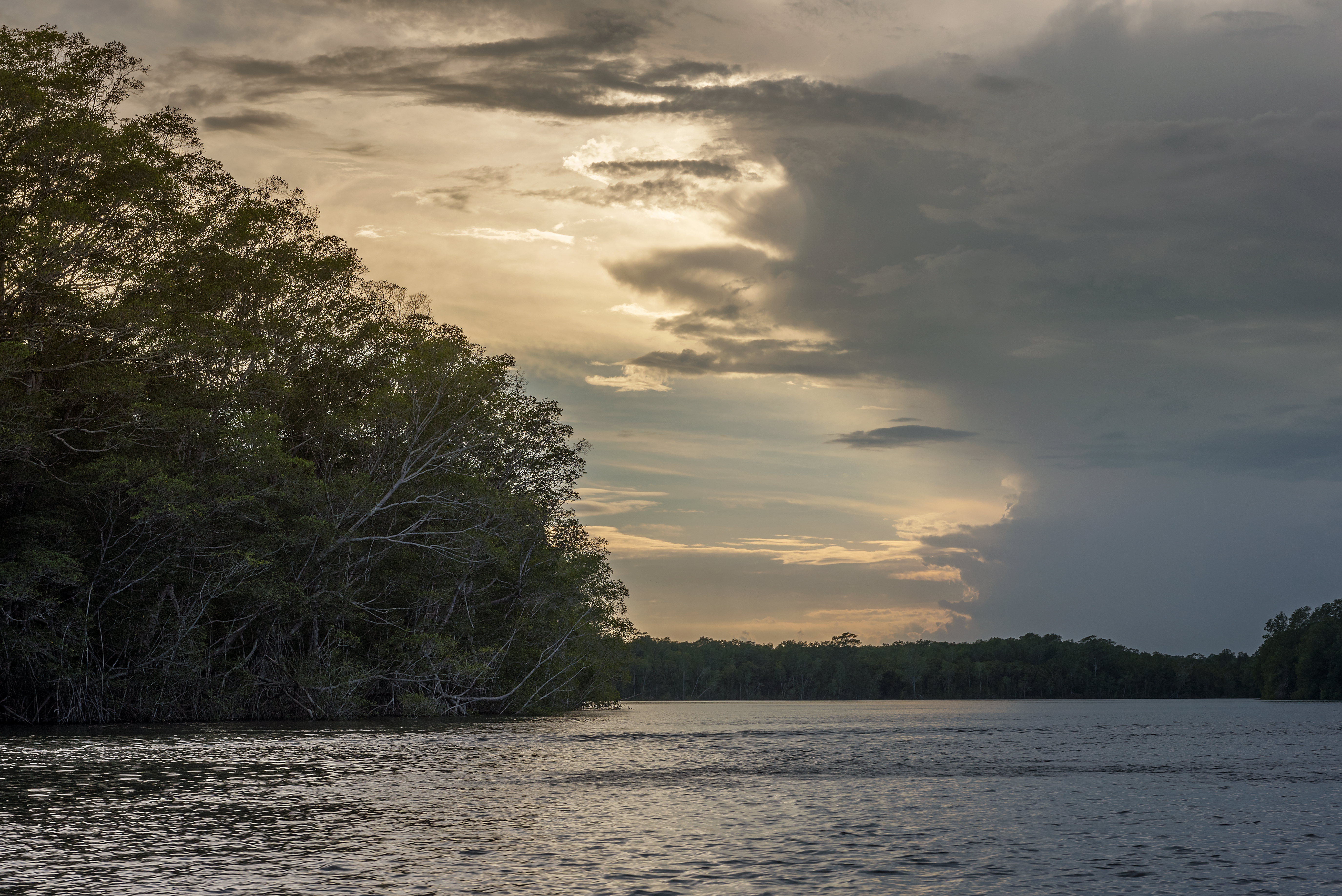

Der Chiriquí (spanisch Río Chiriquí) ist ein Fluss in Panama. Er liegt in der Provinz Chiriquí, hat eine Länge von 130 km und ein Einzugsgebiet von 1.905 km². Der Chiriquí mündet in den Golf von Chiriquí (span. Golfo de Chiriquí).
Er wird auch als Chiriquí Nuevo bezeichnet, im Gegensatz zum Fluss Chiriquí Viejo, der sich weiter westlich nahe der Grenze zu Costa Rica befindet, aber ebenfalls in der Provinz Chiriquí liegt.
Der Chiriquí wird an seinem Oberlauf von der Talsperre des Kraftwerks Fortuna zu einem Stausee aufgestaut, der sich in einem Schutzgebiet (spanisch Reserva Forestal (De) Fortuna) befindet.